# Douleur
Cet article concerne la douleur physique. Pour la douleur au sens large, voir Souffrance.
Pour les articles homonymes, voir Douleur (homonymie).
La douleur est une « expérience sensorielle et émotionnelle désagréable », une sensation subjective normalement liée à un message, un stimulus nociceptif transmis par le système nerveux. D'un point de vue biologique et évolutif, la douleur est une information permettant à la conscience de faire l'expérience de l'état de son corps pour pouvoir y répondre. On distingue principalement deux types de douleur, aiguë et chronique :
- la douleur aiguë correspond à un « signal d'alarme »[1] de l'organisme pour inciter à une réaction appropriée en cas de remise en cause de son intégrité physique, soit par un traumatisme (brûlure, plaie, fracture, choc), soit par une maladie ;
- la douleur chronique, l'installation durable de la douleur, est considérée comme une maladie qui peut notamment être le signe d'un dysfonctionnement des mécanismes de sa genèse : on parle alors de douleur neurogène ou nociplastique.

Cette sensation, de désagréable à insupportable, n'est pas nécessairement exprimée. Pour l'identifier chez autrui, on peut faire le diagnostic de la douleur en se référant à des effets observables, par exemple les mouvements réflexes de retrait au niveau des membres et des extrémités pour les douleurs aiguës, ou des changements de comportement, d'attitudes et de positions du corps pour les douleurs chroniques.
Les traitements de la douleur sont multiples ; les études sur le sujet pour une meilleure compréhension se poursuivent, en particulier pour la reconnaître quand elle n'est pas exprimée. Ainsi, la douleur de l'enfant ne l'est pas toujours, la douleur chez le nouveau-né étant même officiellement inexistante jusqu'à la démonstration du contraire en 1987, et son identification dans le Règne animal reste un sujet de recherche.

## Définition
Une définition de référence de la douleur a été donnée en 1979 par L'IASP (International Association for the Study of Pain) :
« Une expérience sensorielle et émotionnelle désagréable associée ou ressemblant à celle associée à une lésion tissulaire réelle ou potentielle,. »
La douleur apparait ainsi comme une expérience subjective. C'est un événement neuropsychologique pluridimensionnel. Il convient alors de distinguer :
- la composante sensori-discriminative qui correspond aux mécanismes neurophysiologiques de la nociception. Ils assurent la détection du stimulus, sa nature (brûlure, décharges électriques, torsion, etc.), sa durée, son évolution, son intensité, et l’analyse de ses caractères spatiaux ;
- la composante affective qui exprime la connotation désagréable, pénible, rattachée à la perception douloureuse. La représentation mentale de la douleur chronique (les états mentaux aversifs provoqués par les émotions causées par la douleur) serait chargée d'une valeur négative capable de transformer les états neuronaux[7] ;
- la composante cognitive référant à l’ensemble de processus mentaux qui accompagnent et donnent du sens à une perception en adaptant les réactions comportementales comme les processus d’attention, d’anticipation et de diversion, les interprétations et valeurs attribuées à la douleur, le langage et le savoir sur la douleur (sémantique) avec les phénomènes de mémoire d’expériences douloureuses antérieures personnelles (mémoire épisodique) décisifs sur le comportement à adopter. Henry K. Beecher (en) en 1956[8] a démontré l’influence de la signification accordée à la maladie sur le niveau d’une douleur. En étudiant comparativement deux groupes de blessés, militaires et civils, qui présentaient des lésions identiques en apparence, il a observé que les militaires réclamaient moins d’analgésiques. En effet, le traumatisme et son contexte revêtent des significations tout à fait différentes : comparativement positives pour les militaires (vie sauve, fin des risques du combat, bonne considération du milieu social, etc.), elles sont négatives pour les civils (perte d’emploi, pertes financières, désinsertion sociale, etc.) ;

- la composante comportementale qui correspond à l’ensemble des manifestations observables :
  - physiologiques (paramètres somato-végétatifs comme la pâleur),
  - verbales (plaintes, gémissements…),
  - motrices (immobilité, agitation, attitudes antalgiques).

En 1994, L'IASP propose cinq critères distincts de classification :
1. La région du corps impliquée : l'abdomen, membre inférieur…
2. Le système dont la dysfonction cause la douleur : digestif, nerveux…
3. La durée et la fréquence ;
4. L'intensité et la durée depuis le début ;
5. L'étiologie.

### Mécanismes physiologiques et régulation

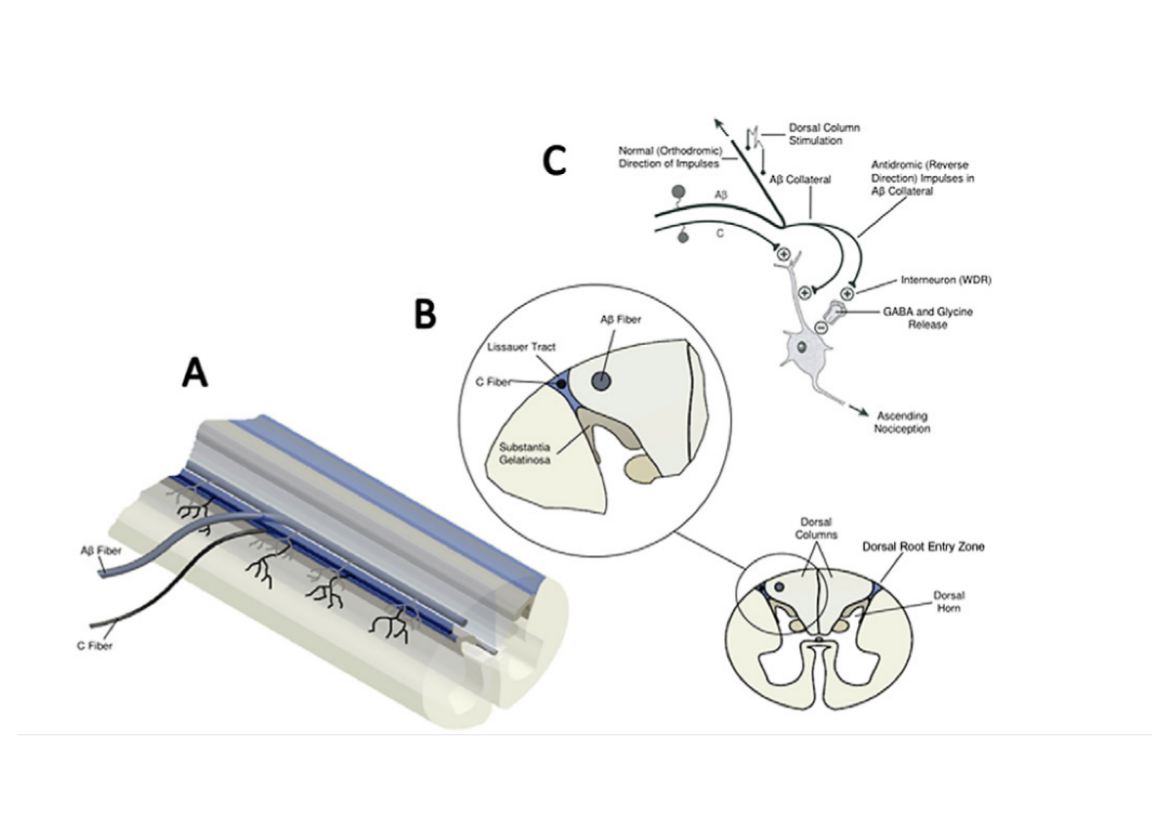
Figure expliquant la théorie du Gate control.

Dans les voies nerveuses de la nociception, on distingue le circuit de la perception et celui de la régulation :
- les voies nociceptives ascendantes, comme toutes les voies nerveuses sensitives, véhiculent l'information de la périphérie du corps vers le cortex cérébral en passant par la moelle épinière ;
- les voies descendantes, à l'inverse, portent un message depuis le cortex vers la périphérie, à la rencontre du message nociceptif dont elles peuvent alors limiter l'intensité en agissant sur les voies ascendantes.

Le rôle de ces circuits descendants est le rétrocontrôle, ici la régulation de l’intensité du message sensitif afin de moduler la sensation douloureuse. Ce mécanisme inhibiteur est aussi appelé théorie de la porte ou Gate control et est notamment utilisé dans le contrôle inhibiteur diffus.
Ces voies nociceptives transmettent l'information du stimulus nociceptif grâce à des mécanismes électrobiochimiques faisant intervenir de nombreuses molécules, dont des acides aminés. La douleur est véhiculée en premier lieu par les fibres A-delta qui conduisent le message nocicepteur à une vitesse de 15 à 30 m/s.
La vulnérabilité à la douleur ou la sensibilité à l'« effet placebo » dépendent en partie de facteurs génétiques qui contrôlent le système dopaminergique du cerveau, lequel est en cause dans l'anticipation de la douleur et de la confiance en la guérison. Il en est de même pour la production par le cerveau lui-même de certains opiacés naturels (les endorphines) jouant un rôle de neurotransmetteur.

### Niveau de genèse
La douleur compte trois grands mécanismes de genèse (qui peuvent se combiner) : la douleur de nociception, la douleur neurogène et la douleur psychogène.
1. La douleur nociceptive est générée par un récepteur spécifique, un nocicepteur, dont le rôle est de signaler les atteintes à l'intégrité de l'organisme. C'est un signal d'alarme normal, et même souhaitable dans la mesure où il induit une attitude appropriée dont l'absence[Note 3] est potentiellement dangereuse pour l'organisme.
2. La douleur neurogène est générée par le nerf lui-même et non un récepteur spécifique, c'est donc une pathologie nerveuse classée parmi les neuropathies[13]. Elle est ressentie comme des décharges électriques, des élancements, des sensations de brûlures, des sensations de froid douloureux et des picotements dans le territoire des nerfs atteints[Note 4]. C'est aussi la douleur que ressentent les malades amputés et en particulier la sensation perçue dans un membre qui a disparu (membre fantôme).
3. La douleur psychogène est générée par le psychisme mais n'est pas imaginaire, elle est réellement ressentie par l'individu mais existe en l'absence de lésion. Les mécanismes physiologiques de ces douleurs, étudiés par la psychopathologie, ne sont pas encore clairement compris[14]. L'utilisation d'antalgique semble dans ce cas inefficace.

### Conséquences
Outre le sentiment de souffrance, la douleur peut provoquer un malaise vagal par stimulation des nerfs vagues (nerfs pneumogastriques). Les symptômes de cette excitation vagale sont tout ou partie des signes incluant notamment une baisse du débit sanguin par bradycardie et hypotension ; une syncope ; un myosis (diminution du diamètre des pupilles par contraction de l'iris) ; une transpiration aux extrémités des membres ; une sécrétion excessive de salive ; une hyperchlorhydrie (excès de sécrétion d'acide chlorhydrique par la muqueuse de l'estomac) ; une constipation ou des diarrhées ; des spasmes et des troubles de la respiration.
La douleur prolongée est inhibée par le corps par sécrétion d'endorphines (ou endomorphines). La production d'endorphine se fait initialement aux niveaux des nerfs proches du siège de la douleur ; lorsque cette production ne suffit plus (douleur prolongée), c'est un site plus proche du cerveau qui prend le relais dans la sécrétion. La douleur revient ainsi par vagues.

### Avantage évolutif
Les états de douleur sont le résultat de la sélection naturelle. La souffrance peut être un trait adaptatif et améliorer la capacité de survie d’un individu.

## Diagnostic et évaluations
L'évaluation et le diagnostic de la douleur étant complexes, l'IASP précise que « l'incapacité à communiquer verbalement n'infirme pas la possibilité que l'individu éprouve de la douleur et nécessite un traitement approprié pour soulager la douleur. La douleur est toujours subjective… » L'OMS (Organisation Mondiale de la Santé) le précise bien dans ses recommandations en ce qui concerne la douleur chez l'enfant car celle-ci est communément sous-estimée.
Divers organismes définissent le cadre sémantique, répertorient les connaissances physiologiques et livrent des recommandations de traitement souvent liées aux différentes classes d'âges. Par exemple, dans la francophonie, on trouve l'INSERM sur l'aspect scientifique, le CNRD pour l'archivage des informations, la SFETD pour l’exploration médicale des voies de traitement, ou encore l'AQDC au sujet de la douleur chronique.
Cependant, malgré l'émergence de moyens techniques, le diagnostic reste malaisé car il existe une tendance naturelle[Information douteuse] à se protéger de la perception de la douleur d'autrui[réf. nécessaire], c'est entre autres la raison de la mise en place d'échelles d'évaluation de la douleur.

### Moyen technique

La dilatation de la pupille semble corrélée avec la survenue de la douleur, des moyens de mesure sont en cours de test.

En 2014, un moyen technique pour « mesurer » la douleur relativement à la dilatation réflexe de la pupille est en cours d'évaluation. La pupillométrie permettrait d'adapter au mieux les traitements anti-douleur, en particulier chez les personnes endormies où la dilatation de la pupille n'est pas sensible à d'autres facteurs, comme le stress, et son évaluation sur les enfants semble donner de bons résultats.

### La douleur de l'autre
D'après Nicolas Danziger,, la vision de la douleur chez l'autre crée une « émotion aversive » par un mécanisme dit de « résonance émotionnelle ». Mais il précise que ce mécanisme connaît des lacunes, par exemple en cas de différence ethnique ou religieuse, que d'autre part il peut donner lieu à « une volonté de fuite ou d’éloignement de celui qui souffre », et que « de nombreux travaux scientifiques ont démontré, ces dernières années, que le corps médical avait encore tendance à mésestimer la douleur des patients ».
On trouve ainsi aisément les preuves d'un déni collectif de la douleur chez autrui en particulier en ce qui concerne la douleur chez l'enfant qui est largement sous-estimée en milieu hospitalier. Daniel Annequin affirme même : « Chez l'enfant on revient de loin, pendant des années on a voulu ignorer que l'enfant ressentait de la douleur […]. On disait que les fibres C n’étaient pas myélinisées, mais elles ne sont jamais myélinisées, on avait comme ça tout une série d'argumentaires pseudo-scientifiques. » Et en effet, la démonstration scientifique de la capacité du nourrisson à ressentir la douleur n'a été faite qu'en 1987, et donc sa prise en charge au préalable n'existait qu’exceptionnellement, même pour les interventions les plus lourdes.
Ce relatif refus de voir la douleur de l'autre n'est ni propre au milieu médical ni universel, comme le montre une étude issue du plan douleur 2006 qui distingue deux types d'attitudes réparties aussi bien chez les soignants que chez les parents : les « réservés » et les « sensibilisés », chacun reprochant respectivement à l'autre groupe le trop ou le trop peu de prise en charge, par « sensiblerie » ou par « déni ». Cette distinction entre en résonance avec celle d'une autre étude sociologique qui divise les médecins également en deux groupes : les « compatissants » et les « négateurs »,.

### Échelles d'évaluation de la douleur
La perception de la douleur, de son intensité, est subjective. Le même phénomène (traumatisme, maladie) sera ressenti différemment selon la personne et selon la situation. La douleur peut aller d'une simple incommodation jusqu'à un malaise, voire à la mise en danger du pronostic vital ou psychiatrique de la personne.
L'évaluation pour l'autre est donc complexe ; c'est pourquoi on s'appuie de préférence sur le témoignage grâce à un support d'auto-évaluation et des échelles d'évaluation de la douleur spécifiques quand c'est impossible ou insuffisant.

#### Auto-évaluation
L'auto-évaluation consiste à demander directement à la personne souffrante le niveau de sa douleur. Elle nécessite une coopération et une bonne compréhension, et s'appuie sur des échelles médicales standardisées (numériques, visuelles analogiques, verbales simples et verbales relatives…).
L'auto-évaluation n'est pas qu'une évaluation de la douleur, c'est également une manière de communiquer avec l'équipe médicale. Dans le cas de douleurs chroniques notamment, la cotation de la douleur n'indique pas uniquement la douleur ressentie, mais globalement l'altération de la qualité de vie et la détresse émotionnelle.

#### Hétéro-évaluation
Il existe aussi des échelles d'évaluation spécifiques fondées sur l'observation du comportement du patient. Contrairement aux échelles d'auto-évaluation, elles ne nécessitent pas la participation du patient et sont de ce fait recommandées dans l'évaluation de la douleur chez les personnes chez qui l'auto-évaluation pose des problèmes pour différentes raisons.
En plus du témoignage de l'entourage qui peut évaluer les différences au quotidien, les changements survenus, il existe des échelles d'évaluation spécifiques comme l'échelle San Salvadour.

##### Enfants et nourrissons

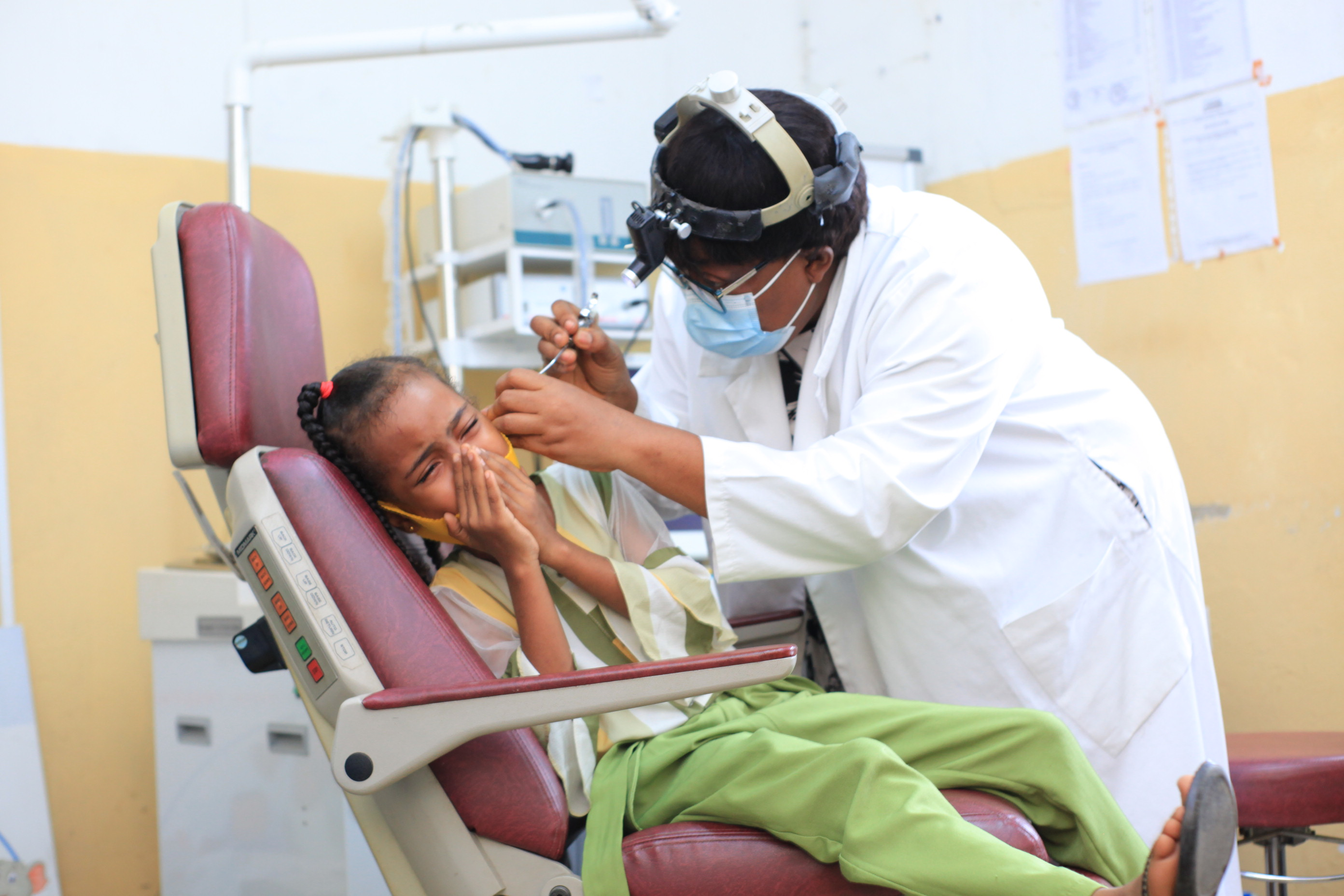
Intervention ORL douloureuse.

Le signe habituel de l'expression de la douleur pour le petit enfant est le cri que le ou les parents arrivent souvent à distinguer des autres cris (peur, faim…), mais à un stade supérieur de douleur, le nourrisson est souvent prostré.
Plusieurs échelles existent, bien que peu utilisées en pratique ; il s'agit de la grille DESS (Douleur enfant San Salvadour), de l'échelle NCCPC (Non communicating children’s pain checklist) ou GED-DI (Grille d’évaluation de la douleur déficience intellectuelle) et de l'échelle EDINN (Échelle de douleur et d'inconfort du nouveau-né). Le problème principal de ces échelles et qu'elles comportent des items longs à répertorier et ne sont pas utilisables en urgence.

##### Personne âgée
Chez les personnes âgées, et notamment atteintes de troubles cognitifs comme la maladie d'Alzheimer, on peut utiliser l’échelle Algoplus, et, fréquemment utilisée, l'échelle ECPA.

## Types de douleur
Il existe deux grands types de douleurs : les douleurs par excès de nociception, et les douleurs neuropathiques.

### Douleur par excès de nociception
La douleur par excès de nociception est déclenchée par une stimulation des récepteurs nociceptifs. L'examen neurologique est par ailleurs normal.

### Douleur neuropathique
La douleur neuropathique est une douleur causée par une lésion des voies sensitives du système nerveux, central ou périphérique. Elle est généralement associée à une dysesthésie et une allodynie. Il peut exister une zone gâchette déclenchant les douleurs. Les douleurs neuropathiques peuvent être à type de brûlure, de froid, ou de sensations de piqûres, et s'accompagner de sensations de fourmillement.

## Durée d'évolution
On parle de douleur discrète ou aiguë, éventuellement chronique ou récidivante, mais « habituellement, la douleur est divisée en deux catégories en fonction de la durée ».

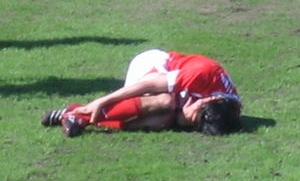
Une douleur très vive induit généralement une position réflexe (recroquevillée), le cri ou les gémissements, une respiration accélérée et irrégulière, des sanglots, la compression ou protection par la main de la zone douloureuse... illustrée ici par l'attitude d'un sportif peu après le traumatisme.

### Douleur aiguë
La douleur aiguë est une douleur vive immédiate, et généralement brève. Elle est causée par une stimulation nociceptive de l'organisme, telle une lésion tissulaire, pouvant se produire sous la forme d'un stimulus thermique (contact de la peau avec du feu) ou mécanique (un pincement, un coup). « La douleur aiguë joue donc un rôle d’alarme qui va permettre à l’organisme de réagir et de se protéger face à un stimulus mécanique, chimique ou thermique. »
Sa fonction d'alerte est alors justifiée, ce qui n'est plus nécessairement le cas avec une douleur chronique.

### Douleur chronique et maladies en cause
« La douleur est dite chronique ou pathologique, lorsque la sensation douloureuse excède trois mois et devient récurrente. »
La douleur chronique est une maladie grave et invalidante,. Les conséquences des douleurs chroniques sont autant organiques (hypertension artérielle secondaire, atrophie musculaire) que psychologiques, avec une modification comportementale pouvant aller de l'anxiodépression jusqu'à des troubles de la dépersonnalisation avec risque suicidaire accru.
Plusieurs sociétés savantes, dont la Société française d'étude et de traitement de la douleur (SFETD), l'Association internationale d'étude de la douleur ou la Société internationale de neuromodulation, soulèvent l'importance de la douleur chronique dans la population générale ; de 15 à 25 % de la population seraient victimes de douleurs chroniques.
Les douleurs chroniques sont principalement des douleurs neuropathiques dans le cadre de maladies générales avec une atteinte du système nerveux. Par exemple le diabète insulinique génère principalement une destruction des nerfs périphériques avec une hypoesthésie, mais dans certains cas, l'atteinte des nerfs périphériques va tendre vers un état d'hyperesthésie. Les atteintes post-opératoires des nerfs périphériques sont aussi parmi les principales causes de douleurs neuropathiques. En fait, toute atteinte d'un nerf périphérique ou atteinte d'une structure du système nerveux central peut s'exprimer par des douleurs neuropathiques chroniques. Le mécanisme de ces douleurs est actuellement basé sur la perte du gate control (Le gate control est schématiquement l'inhibition des voies nociceptives Aδ et C par les grosses fibres sensitives-motrices).

#### Pathologies en cause
Il est difficile de dresser une liste complète des syndromes douloureux chroniques comptant par exemple :
- les migraines et les syndromes migraineux réfractaires ;
- les céphalées cervico-géniques ;
- le Failed Back Surgery Syndrome ou « syndrome d'échec de chirurgie du dos » ou encore syndrome post-laminectomie (en)[41] ;
- les douleurs neuropathiques post-opératoires chroniques ;
- les douleurs neuropathiques ;
- les douleurs de l'artérite ;
- Les syndromes douloureux régionaux complexes de type I et II[42] ;
- les douleurs du membre fantôme ;
- les douleurs des pathologies ostéo-articulaires chroniques ;
- les lombalgies chroniques ;
- l'algie vasculaire de la face ;
- etc.

Par exemple on dénombre 150 000 personnes en France qui souffrent de migraines réfractaires ou rebelles au traitement et à peu près le même nombre de personnes souffrant de céphalées cervicogéniques.
Les autres mécanismes de douleur chronique sont : 
- des douleurs inflammatoires par hyperstimulation des voies nociceptives sans atteinte directe de celles-ci ;
- les douleurs mécaniques par destruction des articulations ;
- l'ischémie d'origine vasculaire avec une composante neuropathique par ischémie des nerfs des membres.

#### Effets
Les douleurs chroniques, quelles que soient leurs origines qui peuvent être multiples, vont amputer de façon plus ou moins profonde et intense la sphère comportementale par atteinte de l'activité physique, le sommeil, la concentration et les fonctions cognitives[réf. souhaitée] (schématiquement par manque de sommeil réparateur). Progressivement le comportement va être modifié vers des signes de dépression avec anxiété, agressivité envers l'entourage, pouvant aller jusqu'à de réels troubles dépressifs majeurs et une dépersonnalisation de la personne. Parallèlement la personne atteinte de douleur chronique peut se désocialiser (arrêts de travail itératifs, fin de droits…) tout en ayant éventuellement l'image de quelqu'un ayant acquis certains « bénéfices secondaires » durant la période de chronicisation de la douleur.

#### Douleur cancéreuse
Une autre forme de douleur dite chronique est la « douleur cancéreuse » qui est liée soit au cancer lui-même soit aux conséquences des traitements, qui peuvent induire des douleurs neuropathiques ou compressives en fonction du mécanisme.
La forme la plus rare de douleur chronique est la douleur sine materia qui est un diagnostic d'élimination. C'est une douleur qui n'a pas d'origine organique apparente. Ce diagnostic ne devrait être évoqué que devant une douleur dont les explorations complémentaires morphologiques (IRM, TDM) et neurophysiologiques (électromyogrammes, électroneurogrammes, potentiels évoqués somesthésiques) sont et restent normales.

### Douleur à l'effort et médecine du sport
Lors de l'examen médical des muscles, en particulier en médecine du sport, ces différents temps de l'examen permettent de faire la distinction entre les différentes pathologies possibles.
Le médecin examinant recherchera par l'interrogatoire ainsi que par l'examen clinique à individualiser certains types particuliers de douleurs musculaires qui peuvent orienter vers leurs causes qui peuvent être des accidents sportifs, ou bien certaines maladies bien individualisées qui se manifestent par différentes types de douleurs musculaires.
Si la douleur musculaire est présente à l'effort. L'arrêt de l'effort physique ou la baisse de son intensité fait diminuer ou disparaître la douleur. Elle est présente au repos, lorsque les muscles sont "froids". La palpation du muscle concerné provoque ou augmente la douleur : rictus douloureux sur le visage du sujet examiné, réaction de retrait. La contraction volontaire provoque ou augmente la douleur. L'étirement du muscle provoque ou augmente la douleur[réf. nécessaire].
L'inflammation : la douleur inflammatoire est plus importante le soir et en début de nuit (lorsque le taux sanguin de cortisol naturel est au plus bas). Elle diminue ou disparaît après échauffement et à l'effort (activité professionnelle ou sportive) : douleur de dérouillage.
La douleur mécanique est constante, ne diminue pas voire s'accentue à l'effort. Elle n'augmente pas le soir, ni en début de nuit, et diminue lorsque la mobilisation s'arrête.
Certaines toxines bactériennes, végétales, fongiques ou animales (venins) peuvent être sources de vives douleurs

## Traitements
Il existe différents types de traitements tels que médicamenteux, chirurgicaux, psychologiques.
Le traitement inadéquat de la douleur est très répandu à travers le domaine chirurgical et dans le domaine hospitalier et d'urgence en général,,,,,,. Cette négligence s'étend depuis toute époque. Les Africains et Latino-américains seraient les plus nombreux à souffrir entre les mains d'un médecin, ; et la douleur chez les femmes est moins traitée que chez les hommes. Quant à la douleur chez l'enfant, et en particulier chez les plus petits, elle a été niée officiellement et scientifiquement jusqu’au milieu des années 1980, ces derniers étant régulièrement opérés sans anesthésie.

## Études

### Réaction
La réaction à la douleur est utilisée pour évaluer l'état neurologique d'un patient, et notamment son état de conscience. Il fait partie du bilan des secouristes ainsi que de l'échelle de Glasgow. Si la victime n'a pas de réaction spontanée, ni au bruit ou au toucher, sa réaction à la douleur est testée. Il convient d'exercer une stimulation qui ne cause pas de blessure ni d'aggravation de l'état. Plusieurs méthodes peuvent être employées.
Un pincement de la peau a longtemps été pratiqué ; celui-ci doit être évité. Sur une personne consciente, un léger pincement aux extrémités est utilisé (dos de la main ou dessus du pied, face interne du bras) pour vérifier si la personne ressent ce qui lui est fait, mais pas comme méthode de stimulation d'une personne sans réaction. Une pression avec les doigts sur l'arrière de la mâchoire inférieure (nomenclature internationale = mandibule), sous les oreilles et une pression appuyée au niveau sus-orbitaire.

### Épidémiologie
La douleur est la principale cause de visite dans les milieux hospitaliers dans 50 % des cas, est une pratique de visite présente dans 30 % des familles. De nombreuses études épidémiologiques de différents pays rapportent une prévalence élevée de douleur chronique présente chez 12-80 % de la population. Elle devient plus évidente à l'approche du décès chez les individus. Une étude de 4 703 patients affirme que 26 % des patients souffrant de douleurs durant les deux dernières années de leur vie, guérissent à 46 % le mois d'après.
Une enquête sur 6 636 enfants (âgés entre 0–18 ans) affirme que, sur 5 424 enfants interrogés, 54 % ont fait l'expérience de douleurs durant les trois derniers mois. Un quart d'entre eux rapportent qu'ils font l'expérience de douleurs présentes ou prolongées depuis trois mois voire plus, et un tiers d'entre eux rapportent qu'ils font l'expérience de douleurs fréquentes et intenses. L'intensité des douleurs chroniques était plus élevée chez les filles, et la douleur chronique augmente chez les filles âgées entre 12 et 14 ans.

### Tolérance
La perception de la douleur peut être augmentée ou diminuée selon le contexte et l'état d'esprit ou par certains médicaments. Sans médication, la nociception dépend fortement du type de douleur, du contexte et de la culture du patient. Dans un contexte rassurant, ou au contraire très difficile (accident, catastrophe, guerre), l'intensité de la douleur peut diminuer.
Expérimentalement, on montre que la simple présence de plantes vertes dans une chambre diminue l’intensité perçue d'une douleur et de l'état psychologique du patient.

Une hypothèse est qu'en fonction de la personnalité et du contexte, chacun peut plus ou moins dramatiser sa douleur (c'est-à-dire tendre à décrire son expérience de douleur en termes plus forts que ne le ferait une personne moyenne), ce qui influe durablement sur la perception de la douleur par le sujet qui modifie l'attention qu'il y porte, l'anticipation de la douleur attendue, en augmentant les réponses émotionnelles à cette douleur. 

### Anthropologie, sociologie
La douleur n’est pas du tout considérée ni prise en compte de la même manière selon les cultures, les religions ou les époques. Chaque peuple a sa propre conception de la douleur, et plus généralement de la souffrance. Cette notion s’applique aussi bien aux bénéficiaires de soins qu’aux valeurs des soignants. En effet, « ce ne sont pas seulement les malades qui intègrent leur douleur dans leur vision du monde, mais également les médecins et les infirmières qui projettent leurs valeurs, et souvent leurs préjugés, sur ce que vivent les patients dont ils ont la charge. ».

### Psychologie
La prise en charge de la douleur peut s’expliquer par le fait que « (…) la pratique quotidienne d’actes douloureux oblige le soignant à mettre en œuvre un certain nombre de mécanismes de défense visant à le protéger, à le prémunir contre l’enlisement et la contamination par la souffrance de l’autre… ». Un aspect intéressant de l’écho que peut produire la douleur de l’enfant est noté chez le soignant : le déni. « Reconnaître, admettre la réalité de la douleur de l’enfant est un exercice difficile pour beaucoup d’équipes accueillant des enfants. D’autant que la non-reconnaissance de la douleur est plus facile chez l’enfant car ses moyens d’expression sont plus limités. » (…) « Ce déni est souvent le reflet d’un malaise chez les soignants, d’une incompréhension de l’attitude de l’enfant, d’un dysfonctionnement au sein d’un service. » . Dans les services[Lesquels ?], il est dit que : « Ce n’est pas de la douleur, c’est de la peur ou de l’anxiété… », ou bien : « C’est de la douleur mais il oubliera… », ou bien encore : « C’est dans la tête, c’est psychologique… ».
Le déni de la réalité est un mécanisme de défense des soignants qui nient totalement une part plus ou moins importante de la réalité externe. « Le déni est un mécanisme psychologique où la personne réagit comme si sa pensée était toute puissante et qu’il suffisait de refuser la pensée d’une chose pour que cette chose n’existe pas. Mécanisme pathologique quand il est prévalent et rigide mais qui se retrouve sous une forme atténuée chez tout un chacun sous la forme : « il ne faut pas penser au malheur, à la mort, etc. » ; héritage de la pensée magique chez les jeunes enfants. Dans la relation de soin, ce déni se manifeste rarement de façon ouverte mais plutôt de manière inconsciente qui peut se traduire par la persistance d’attitudes nocives (le déni favorise les conduites à risque)… ».
Il existe une autre notion qui peut entrer en ligne de compte dans ce déni des soignants face à la douleur de l’enfant : le concept d’amnésie infantile qui fait partie du développement psychologique de l’enfant. Il est vrai « que nous avons tous été des enfants ». Mais cette période de notre vie que nous avons tous en commun est recouverte « d’un voile d’étrangeté », peu, voire aucun souvenir de cette époque ne nous revient consciemment à la mémoire. « Qu’il est donc difficile de comprendre ce que veut, ce que cherche, ce que demande un enfant ! » : cela explique cette facilité des soignants à ne pas prendre en compte la douleur de l’enfant qu’il soigne, ne se souvenant pas eux-mêmes de ce qu’ils ont ressenti et vécu à cette période de leur vie. Un autre concept intéressant concernant le vécu de la douleur par les soignants est le transfert. Les soignants adultes résistent mieux à la douleur en général, et donc transfèrent leurs ressentis et leurs émotions sur la personne qu’ils soignent. Ils pensent que l’enfant supporte la douleur de la même façon qu’ils le feraient[réf. nécessaire].
Pousser un juron peut également avoir un effet anti-douleur.

### Recherche
Il existe une association internationale pour l'étude de la douleur (International Association for the Study of Pain ou IASP), basée à Seattle puis à Washington. Elle soutient la recherche dans ce domaine, publie une lettre mensuelle et a notamment publié une nouvelle classification des douleurs chroniques pour permettre aux chercheurs et cliniciens traitant la douleur d'utiliser un vocabulaire commun, codifié et approuvé, incluant une taxonomie des formes de la douleur et leurs abréviations (en 1986, actualisé en 1994 2011). Cette classification inclut des syndromes douloureux régionaux complexes (SDRC) et des sections spécialisées sur la douleur abdominale, pelvienne, et urogénitales (révisée en 2012).

## Dans le Règne animal

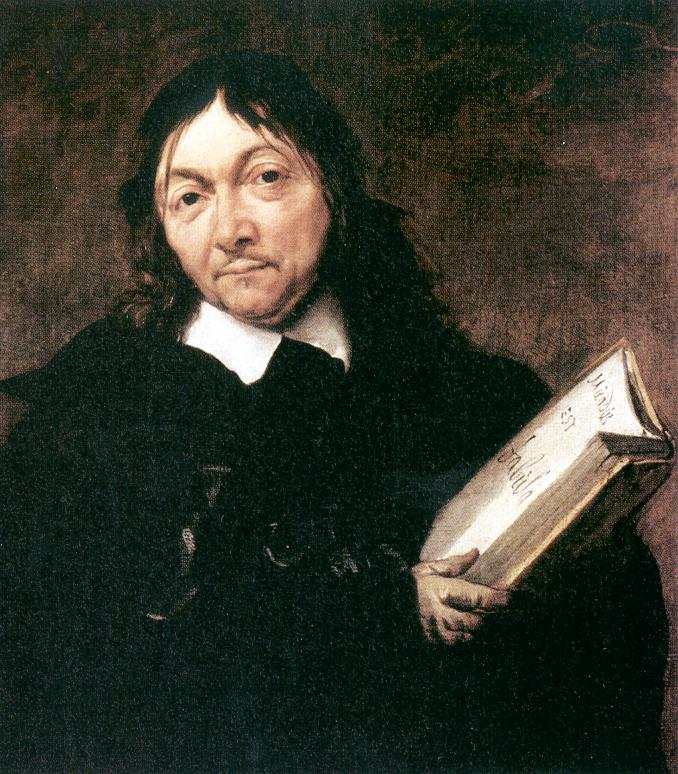
Portrait de René Descartes par Jan Baptist Weenix (1647-1649).

Les connaissances concernant la nociception et la douleur chez les animaux invertébrés sont encore très fragmentaires.
L'une des méthodes pour repérer la douleur chez les humains est de poser une question : une personne peut exprimer une douleur qui ne peut être détectée par des mesures physiologiques connues. Cependant, comme chez les nourrissons, les animaux non-humains ne peuvent poser de question sur ce qu'ils ressentent ; ainsi les critères définis aux humains ne peuvent être attribués aux animaux. Les philosophes et scientifiques se sont penchés sur ces difficultés d'expression. René Descartes, par exemple, explique que les animaux manquent de conscience et font l'expérience d'une douleur différente de celle ressentie par les humains. Bernard Rollin de l'Université d'État du Colorado, principal auteur de deux lois fédérales concernant la douleur animale, rédige que les chercheurs, durant les années 1980, restaient incertains concernant l'expérience de la douleur ressentie par les animaux, et que les vétérinaires, formés aux États-Unis avant 1989, apprenaient à ignorer la douleur chez les animaux. Lors de ses discussions avec des scientifiques et autres vétérinaires, il lui était demandé de « prouver » que les animaux sont conscients et de fournir des preuves « scientifiquement acceptables » qui permettraient de mettre en avant la douleur animale. Carbone rédige que la perception dans laquelle les animaux souffrent différemment des humains reste peu répandue. La capacité des espèces invertébrées chez les animaux, telles que les insectes, à ressentir la douleur et la souffrance reste également incertaine,.
La présence de la douleur chez les animaux reste incertaine pour quelques-uns, mais elle peut être repérée à l'aide de réactions comportementales ou physiques. Les spécialistes croient actuellement que tout animal vertébré peut ressentir la douleur, et que certains invertébrés, comme la pieuvre, le peuvent également,. Quant aux autres animaux, plantes et autres entités, la capacité physique à ressentir la douleur reste une énigme dans la communauté scientifique, car aucun mécanisme par lequel la douleur peut être ressentie n'a été détecté. En particulier, il n'existe aucun nocicepteur connu dans des groupes tels que les plantes, champignons et la plupart des insectes.

### Évaluation
L'évaluation relève parfois de la gageure. Suivant l'espèce animale et le type de douleur, l'évaluation peut être relativement facile ou impossible.
En général, les douleurs chroniques sont silencieuses et se manifestent par des troubles fonctionnels plus ou moins marqués (position antalgique, comportements d'évitement, irritabilité, anorexie et parfois apathie). Les douleurs aiguës sont plus visibles et faciles à mettre en évidence par une palpation-manipulation appropriée.
Il existe des grilles de notations pour certaines affections et espèces mais elles sont surtout employées en recherche.

### Traitement
La douleur animale a longtemps été négligée pour diverses raisons : sous médicalisation de plusieurs espèces, un sondage Insee a donné il y a quelques années un taux de médicalisation des chiens de 50 % et de 30 % pour les chats[réf. nécessaire]; ignorance plus ou moins volontaire, les animaux n'exprimant pas toujours leur douleur par des moyens compréhensibles par des humains inattentifs ; la prise en charge de la douleur exige un certain investissement pas toujours compatible avec les exigences de l'élevage ou du budget du ménage. Les médicaments ne sont pas toujours dépourvus d'effets secondaires. Les posologies de ces médicaments ne sont pas toujours connues pour toutes les espèces. Parfois, la suppression de la douleur peut mener à des complications : entorse dégénérant en luxation parce que l'animal, ne souffrant plus, a forcé l'articulation fragilisée[réf. nécessaire]. Mais plusieurs études récentes[Lesquelles ?] montrent l'intérêt de la prise en charge dans diverses affections, par exemple arthrose du chien et récupération post-opératoire dans plusieurs espèces. De plus, chaque jour de nouveaux médicaments et leurs posologies sont disponibles que ce soit en publication ou moins souvent sous une forme commerciale. Toutes les thérapies humaines sont applicables aux animaux mais certaines doivent encore être adaptées. L'ostéopathie a démontré ses vertus chez le cheval, le chien et le chat. La kinésithérapie fait son apparition sur la scène des thérapies vétérinaires, le plus souvent sous forme de conseils au propriétaire de l'animal mais quelques personnes se lancent dans diverses physiothérapies plus ou moins efficaces. L'acupuncture commence aussi à faire ses preuves. Le problème de ces thérapies est qu'il y a encore peu de gens réellement compétents et qu'il y a encore du travail de recherche à faire dans les indications et adaptations des traitements[réf. nécessaire].